# Барсагино
Барсагино — деревня в Вареговского сельского поселения Большесельского района Ярославской области.

## Население
По данным статистического сборника «Сельские населенные пункты Ярославской области на 1 января 2007 года», в деревне Барсагино не числится постоянных жителей.